# Karw (województwo kujawsko-pomorskie)
Karw – wieś w Polsce położona w województwie kujawsko-pomorskim, w powiecie brodnickim, w gminie Górzno. Formalnie utworzona 1 stycznia 2010.
W latach 1975–1998 miejscowość administracyjnie należała do województwa toruńskiego.
Miejscowość leży przy drodze powiatowej nr 1837 między Górznem a Świedziebnią. Znajduje się w niej budynek dawnej komory celnej (przełom XIX i XX wieku).

## Historia
Miejscowość wymieniana w dokumentach historycznych z 1325 roku, następnie w XVIII wieku. Nie została ujęta w Wykazie urzędowych nazw miejscowości w Polsce, wydanym w 1981 roku, i od tej pory zniknęła z ewidencji Krajowego Rejestru Urzędowego Podziału Terytorialnego Kraju. Wymieniana była natomiast w pracach naukowych, jak w wydanej przez Toruńskie Towarzystwo Kultury w 1989 roku pozycji Górzno. Zarys dziejów. Po odkryciu faktu, iż wieś Karw prawnie nie istnieje, Urząd Miasta i Gminy Górzno podjął uchwałę, wnoszącą do MSWiA o przywrócenie miejscowości. Ministerstwo rozpatrzyło wniosek pozytywnie i przywróciło miejscowość rozporządzeniem Ministra Spraw Wewnętrznych i Administracji z dnia 16 grudnia 2009 r. w sprawie ustalenia, zmiany i zniesienia urzędowych nazw niektórych miejscowości, z dniem 1 stycznia 2010.